# Croton yangchunensis
Croton yangchunensis là một loài thực vật có hoa trong họ Đại kích. Loài này được H.G.Ye & N.H.Xia mô tả khoa học đầu tiên năm 2006.